# V. E. Schwab

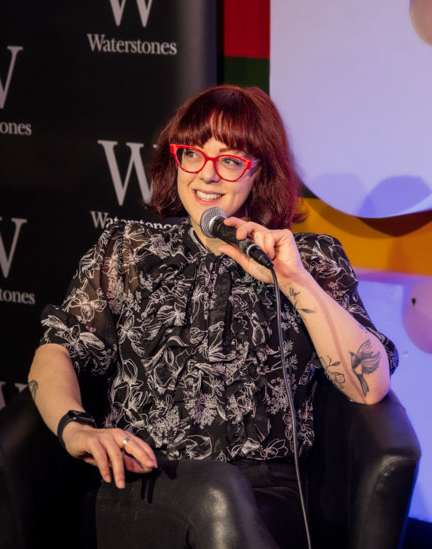
V. E. Schwab (2022)

Victoria Elizabeth Schwab (* 7. Juli 1987) ist eine US-amerikanische Autorin von Kinder- und Jugendbuchliteratur. Im Jahr 2021 wurde sie für Das unsichtbare Leben der Addie LaRue für den Locus Award nominiert. 

## Leben
Schwab wurde 1987 in Kalifornien geboren und wuchs in Nashville, Tennessee, auf. Sie besuchte die Harpeth Hall School, eine reine Mädchenschule im Süden der USA. Im Jahr 2009 schloss sie ihr Studium der Bildenden Kunst an der Washington University in St. Louis ab. Ursprünglich wollte sie Astrophysik studieren, entschied sich jedoch nach Kursen in Kunst und Literatur um. Ihren ersten (unveröffentlichten) Roman schrieb sie im zweiten Studienjahr, und verkaufte ihr Debüt The Near Witch noch vor ihrem Abschluss an Disney.

## Karriere
The Guardian nannte Vicious „eine brillante Auseinandersetzung mit dem Superhelden-Mythos und einen fesselnden Rachethriller“. Zudem erhielt der Roman eine gute Rezension von Publishers Weekly und wurde dort als eines der besten Bücher 2013 im Bereich Sci-Fi/Fantasy/Horror ausgezeichnet. Auch die American Library Association wählte Vicious zum besten Fantasyroman der Reading List 2014. Ende 2013 wurden die Filmrechte an Vicious von Story Mining & Supply Co sowie Ridley Scotts Scott Free Productions erworben.
Im Jahr 2014 unterzeichnete Schwab einen Zwei-Bücher-Deal mit Tor Books, der A Darker Shade of Magic und dessen Fortsetzung umfasste. Der erste Band erschien im Februar 2015 und erhielt ebenfalls eine hervorragende Kritik von Publishers Weekly. 2017 folgte ein weiterer Vertrag mit Tor Books für Vengeful, die Fortsetzung zu Vicious, eine neue Trilogie namens Threads of Power (angesiedelt in der Welt von Shades of Magic) sowie den Roman Black Tabs, eine Hommage an Blade Runner.
Im Mai 2018 hielt Schwab die sechste jährliche Tolkien Lecture am Pembroke College in Oxford. 2020 wurde Schwab Teil des Podcasts Writing Excuses, in dem sie über Themen des Schreibens sprach. Ihr Roman The Invisible Life of Addie LaRue erschien am 6. Oktober 2020 bei Tor Books und wurde hochgelobt sowie für den Locus Award für den besten Fantasy-Roman nominiert.
Schwabs Kurzgeschichte First Kill erschien in der Anthologie Vampires Never Get Old. Am 15. Oktober 2020 gab Netflix eine Serie gleichen Namens bekannt. Schwab war Schöpferin und ausführende Produzentin der Serie sowie Autorin einiger Folgen. Die erste Staffel wurde am 10. Juni 2022 veröffentlicht.

## Werke

### The Dark Vault
- The Archived (2013)
- The Unbound (2014)
- Leave the Window Open (Kurzgeschichte) (2015)

### Everyday Angel
- New Beginnings (2014)
- Second Chances (2014)
- Last Wishes (2014)

### Monsters of Verity
- This Savage Song (2016)
- Our Dark Duet (2017)

### Cassidy Blake
- City of Ghosts (2018)
- Tunnel of Bones (2019)
- Bridge of Souls (2021)

### Villains
- Warm Up. Kurzgeschichte (2013)
- Vicious (2013)
- Vengeful (2018)
- ExtraOrdinary. Graphic Novel (2021)

### Shades of Magic
- A Darker Shade of Magic. 1st ed Auflage. Titan Books Limited, London 2015, ISBN 978-1-78329-540-1.
- A Gathering of Shadows. 1st ed Auflage. Titan Books Limited, London 2016, ISBN 978-1-78329-542-5.
- A Conjuring of Light. 1st ed Auflage. Titan Books Limited, London 2017, ISBN 978-1-78565-244-8.

### Shades of Magic Graphic Novels
- Shades of Magic Vol. 1: The Steel Prince (2019)
- Shades of Magic Vol. 2: Night of Knives (2019)
- Shades of Magic Vol. 3: The Rebel Army (2020)

### The Near Witch
- The Ash-Born Boy (2012)
- The Near Witch (2019)

### Weitere
- First Kill. (Kurzgeschichte) In: Zoraida Córdova, Natalie C. Parker (Hrsg.): Vampires Never Get Old: Tales With Fresh Bite. Imprint, 2020, ISBN 978-1-250-23001-0.
- The Invisible Life of Addie LaRue. Tor, 2020, ISBN 978-0-7653-8756-1.

Das unsichtbare Leben der Addie LaRue. Übersetzung Petra Huber, Sara Riffel, Tor, 2023, ISBN 978-3-596-70581-8.
- Gallant. Greenwillow, 2022, ISBN 978-0-06-283577-2.

Gallant: Im Garten der Schatten. Übersetzung Sara Riffel, Petra Huber, Tor, 2022, ISBN 978-3-596-70742-3.
- Bury Our Bones in the Midnight Soil. Tor, 2025, ISBN 978-1-0350-6464-9.

Bury Our Bones in the Midnight Soil: Liebe stirbt zuletzt. Übersetzung Petra Huber, Sara Riffel, Tor, 2025, ISBN 978-3-596-71032-4.